# Attentat du 14 août 2018 à Londres
Le 14 août 2018 à 
7h37 (8h37 heure française), une voiture fonce devant le Parlement britannique près de Westminster, faisant trois blessés,,,. La police identifiera le suspect, âgé de 29 ans,,, réfugié soudanais entré au Royaume-Uni en 2010 et naturalisé britannique.

## Réactions internationales
- Le président Donald Trump demande force et dureté[8].